# Яреськівська сільська рада
```

```

Яреськівська сільська́ ра́да — сільська рада, територія якої належить до складу Щишацького району Полтавської області, Україна.
Центром сільради є село Яреськи.
Раді підпорядковані села Хвальки, Бухуни, Гончарі, Нижні Яреськи, Соснівка.
Населення сільради — 4603 особи (2001)